# Reedsport
Reedsport är en stad i Douglas County i Oregon. Vid 2010 års folkräkning hade Reedsport 4 154 invånare.